# 容鳳書
容鳳書（英語：Yung Fung-shee，1900年—1972年8月27日），香港女慈善家，家族與渣打銀行關係密切，她的祖父容良是渣打銀行首位買辦，而容良的其中一名兒子容翼庭等多名家族成員也相繼在渣打銀行歷任買辦和華經理等要職。行事低調的容鳳書生前在證券市場投資有道，賺取大筆利潤，她在1969年訂立遺囑，決定在身後把300萬港元遺產轉贈香港政府，用作興建照顧社會大眾的免費公眾健康中心和診所。當她在1972年8月逝世的時候，有關遺產已升值至1,600萬港元，其後到1978年底再進一步升值至5,100萬港元。容鳳書遺下的鉅額遺產，足以讓港府於1984年建成位於九龍觀塘的容鳳書紀念中心，該座健康中心造價7,000萬港元，費用全數由有關遺產支付。後來有關遺產再捐出3,250萬港元，促成位於新界元朗的容鳳書健康中心在1991年落成啟用。

## 生平

### 生前事略
容鳳書祖籍廣東珠海南屏鄉，1900年生於香港，她的家族與渣打銀行關係密切，祖父容良（1833年－1904年）是渣打銀行首位買辦（即華經理），他的其中一名兒子容翼庭（又名容憲邦，1864年－1913年）後來也繼任為渣打銀行買辦，並且是東華醫院和保良局總理，1906年獲香港政府奉委非官守太平紳士。容翼庭的長子容子明（又名容顯中，1883年－1940年）是渣打銀行華經理、二子容顯仁（音譯）在美國學習土木工程、四子容顯超曾任渣打銀行華副經理、五子容顯勳因患肺病早逝、六子容顯朝也曾任渣打銀行華經理。容顯勳之子容永道是容永道會計師事務所（普華永道會計師事務所前身）創辦人及蘇格蘭特許會計師公會首位華人會員。
有關容鳳書的出生、成長、教育、事業和家庭背景均十分缺乏，但根據香港歷史學者鄭宏泰和黃紹倫在2014年合著的《女爭》一書中推測，容鳳書可能是容翼庭胞兄容國大（又名容翼宸，1861年－1921年）其中一名女兒。容國大擁有五子兩女，而容鳳書晚年訂立遺囑時把部份金錢撥給一名叫「Yung Hin Kwan」的兄弟（相信是指容國大其中一名兒子容顯君），因而有此推測。書中另一個推測則認為，容鳳書可能是容翼庭十二弟容配堯（又名容國端，1873年－1917年）的女兒，原因是舊族譜中顯示容配堯有二子七女，其中三名女兒沒有顯示婚姻狀況，但也可能只代表修訂族譜時仍未出嫁而已。根據《南華早報》1972年有關容鳳書生平的報導，指她有五名兄弟，可見容鳳書為容國大女兒的可能性較大。
根據已知的資料，容鳳書在家中排行第三，因此有「三家姐」和「容三小姐」之稱。生於大富之家的容鳳書生前居於香港島半山區羅便臣道，早在二戰以前，她已經活躍於投資市場，多年來投機有道，從證券投資賺取大筆收益。雖然如此，她畢生過著低調儉樸的生活，並堅持衣著樸素，甚至在生前十年未曾添置新裳，而她日常外出都以乘搭巴士和步行為主，家中沒有自購汽車和司機。她的日常主要消遣，也只是在閒時跟數名交心好友打麻將。1972年8月27日晚上九時，終生未婚的容鳳書卒於跑馬地養和醫院，終年72歲；身後遺體在家人安排下移奉香港殯儀館治喪，到8月30日下午一時大殮，二時辭靈出殯，隨後於哥連臣角火葬場火化。

### 身後遺贈
生活儉樸的容鳳書生前早於1969年10月13日委託渣打銀行香港信託訂立遺囑，指定把約值300萬港元的遺產轉交港府用作興建免費公眾健康中心和診所，以濟貧苦大眾。這批遺產主要來自她多年來投資於各家主要公共公司的證券收益，當她在1972年8月逝世的時候，有關的投資收益已增長數倍至1,600萬港元，到1978年底再大幅增長至5,100萬港元。容鳳書身後，她生前委託的渣打銀行香港信託於1972年12月獲高等法院確認為唯一承辦人，渣打一方遂以遺囑執行人的身份與港府醫務衛生署商討如何運用該筆遺產以達成容鳳書的生前遺願。
經過數年商討後，醫務衛生署決定在九龍觀塘茶果嶺道興建一座健康中心，工程旋於1979年動工，至1984年完成，並由時任香港總督尤德爵士於同年11月23日主持開幕儀式。該座健康中心按遺囑的指示命名為容鳳書紀念中心，建築費高達7,000萬港元，全數由容鳳書遺產設立的基金捐出。容鳳書紀念中心由一座樓高七層和另一座兩層高建築物組成，樓面面積達10,200平方米，中心內設有公共衛生實驗室、家庭健康服務部、胸肺科及社會衛生科診所、放射診斷部、物理治療及職業治療部、分區健康教育中心、心理與高齡科日間醫院，主要服務東九龍地區的居民。
鑑於容鳳書紀念中心落成啟用後，遺產仍有餘款，結果有關餘款再組成為容鳳書紀念中心信託基金，以便再興建多一座健康中心。在這個背景下，基金後來再捐出3,250萬港元，用於協助興建另一所位於新界元朗西菁街的容鳳書健康中心。中心樓高四層，提供普通科門診、家庭健康、社康護理、牙科及眼科等服務，主要服務元朗一帶的居民，於1991年3月26日由立法局議員兼鄉議局主席劉皇發主禮下開幕。

## 以她命名的事物

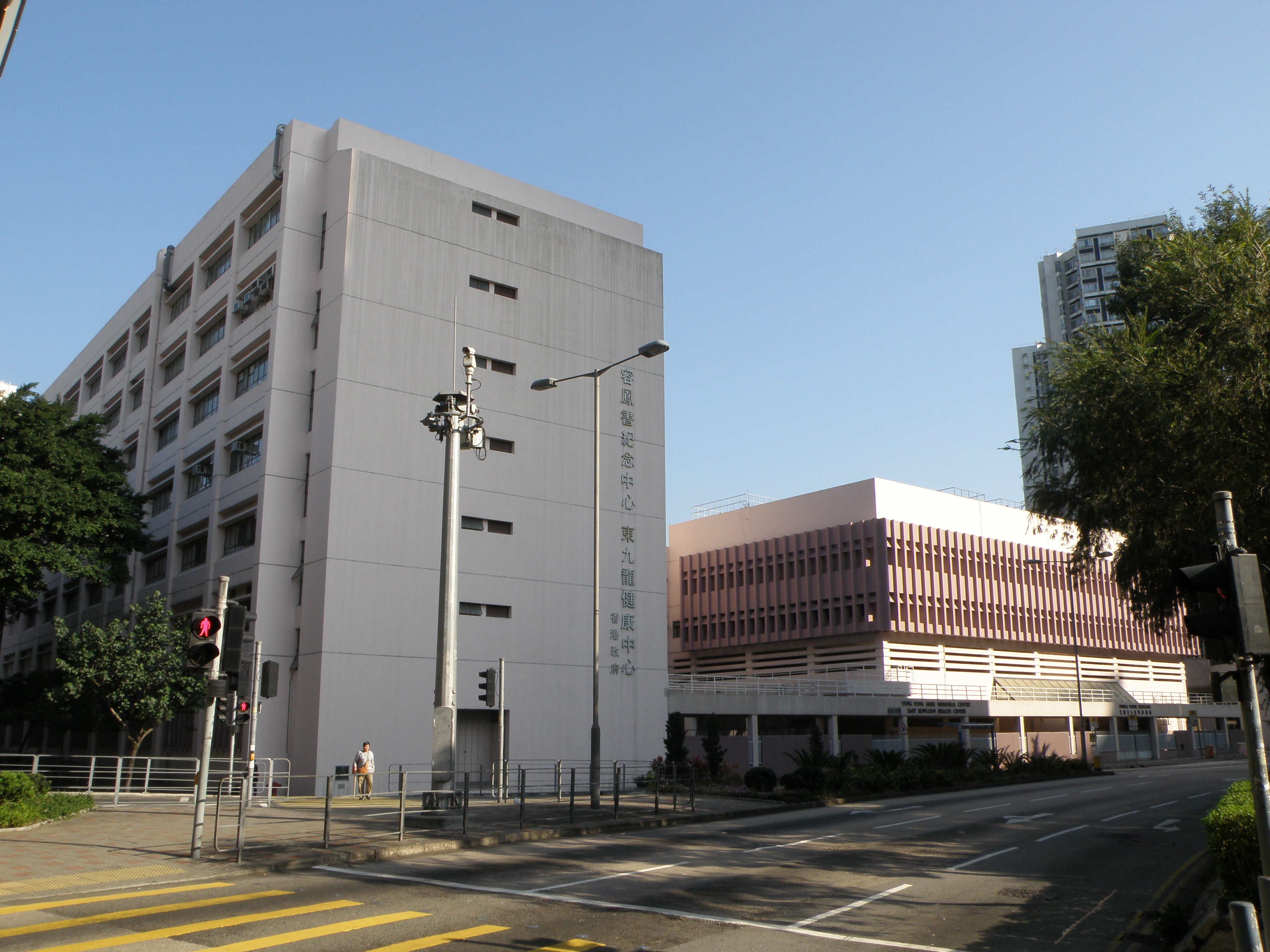
位於九龍觀塘的容鳳書紀念中心於1984年落成啟用

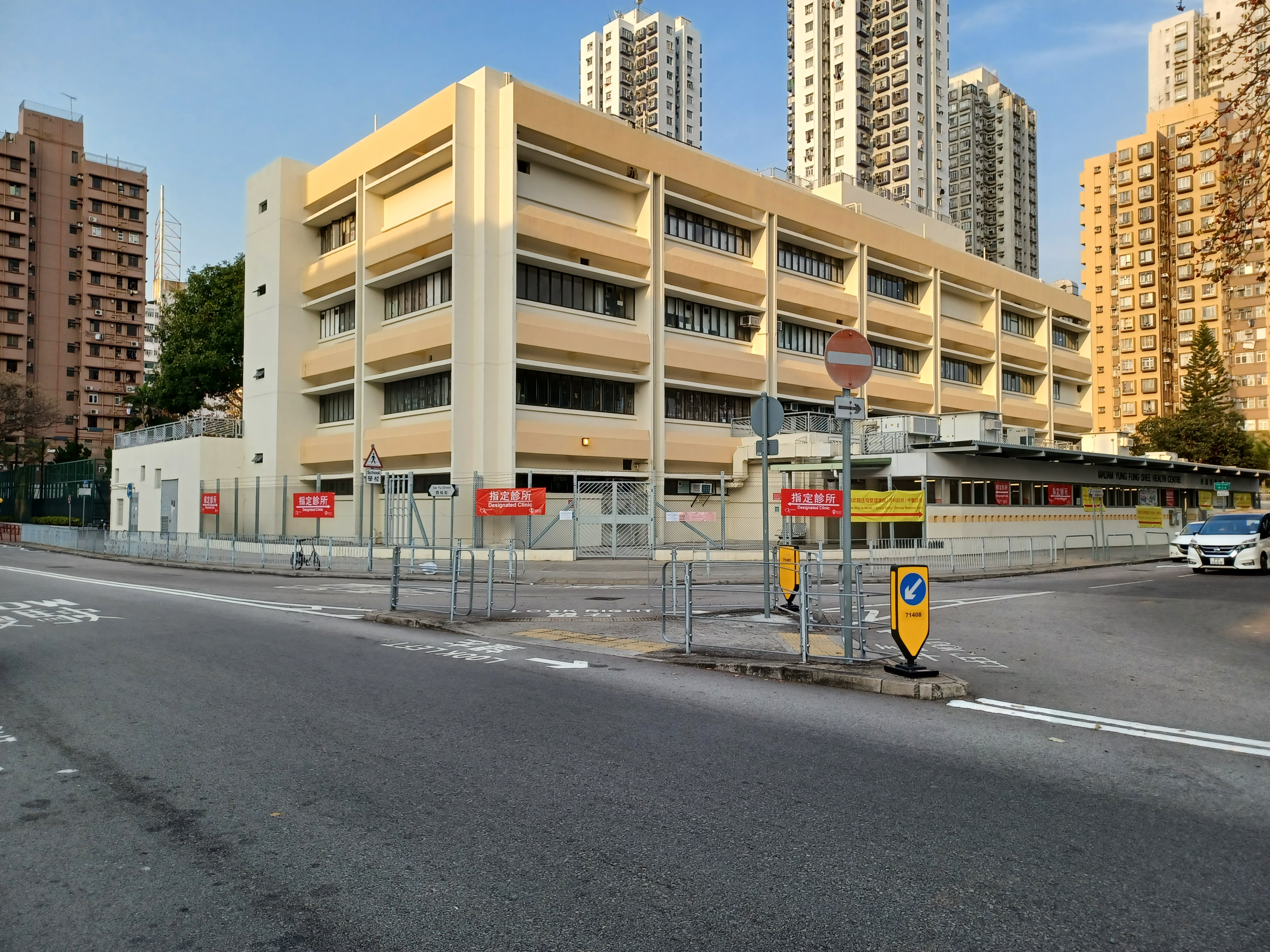
位於新界元朗的容鳳書健康中心於1991年落成啟用

- 容鳳書紀念中心（Yung Fung Shee Memorial Centre），1984年啟用，位於九龍觀塘茶果嶺道，內設容鳳書皮膚科診所。[12][15]
- 容鳳書健康中心（Madam Yung Fung Shee Health Centre），1991年啟用，位於新界元朗西菁街。[14]

## 注腳
1. 1 2 3  楊舒霞、廖群嚴（2012年）
2. 1 2 3  "Left $20m estate to Government" (14 December 1972)
3. 1 2 3 4 5 6 7 8  〈容鳳仙女士遺產二千萬遺囑指定交港府開辦免費診療所〉（1972年12月15日）
4. 1 2 3  鄭宏泰、黃紹倫（2014年），頁271。
5. ↑  〈訃聞〉（1913年9月10日）
6. 1 2 3  Wright (1908), p.178.
7. 1 2  〈連叠破獲偽幣聲中港財界向記者談話撮要〉（1936年4月9日）
8. ↑  〈容顯朝逝世昨舉行火葬〉（1958年9月16日）
9. 1 2 3  鄭宏泰、黃紹倫（2014年），頁273。
10. 1 2 3  〈訃聞〉（1972年8月29日）
11. 1 2 3 4  〈容鳳書女士撥遺產觀塘興建健康中心〉（1979年4月8日）
12. 1 2 3 4  〈容鳳書紀念中心新醫療大樓本週五啟用〉（1984年11月20日）
13. 1 2  〈港督主持容鳳書中心開幕禮〉（1984年11月24日）
14. 1 2 3 4  〈元朗容鳳書健康中心增醫療服務〉（1991年3月27日）
15. ↑  〈提供皮膚科服務的診所〉（造訪於2017年9月21日）

### 中文資料
- 〈訃聞〉，《香港華字日報》第三版，1913年9月10日。
- 〈連叠破獲偽幣聲中港財界向記者談話撮要〉，《香港工商日報》第三張第一版，1936年4月9日。
- 〈容顯朝逝世昨舉行火葬〉，《大公報》第二張第五版，1958年9月16日。
- 〈訃聞〉，《華僑日報》第二張第二頁，1972年8月29日。
- 〈容鳳仙女士遺產二千萬遺囑指定交港府開辦免費診療所〉，《香港工商日報》第十頁，1972年12月15日。
- 〈容鳳書女士撥遺產觀塘興建健康中心〉，《華僑日報》第二張第一頁，1979年4月8日。
- 〈容鳳書紀念中心新醫療大樓本週五啟用〉，《華僑日報》第二張第四頁，1984年11月20日。
- 〈港督主持容鳳書中心開幕禮〉，《華僑日報》第二張第一頁，1984年11月24日。
- 〈元朗容鳳書健康中心增醫療服務〉，《華僑日報》第9頁，1991年3月27日。
- 楊舒霞、廖群嚴著，〈容永道：昔鵬行萬里，今默施善舉〉，《傑出人物》第5期，2012年。
- 鄭宏泰、黃紹倫著，《女爭》。香港：三聯書店（香港）有限公司，2014年。ISBN 978-9-62043-619-2
- 〈提供皮膚科服務的診所（页面存档备份，存于）〉。香港：衞生署，造訪於2017年9月21日。

### 英文資料
- Edited by Wright, Arnold, Twentieth Century Impressions of Hongkong, Shanghai, and Other Treaty Ports of China: Their History, People, Commerce, Industries, and Resources（页面存档备份，存于）. London: Lloyds Greater Britain Publishing Company, 1908.
- "Left $20m estate to Government", South China Morning Post, 14 December 1972, p.1.

## 外部連結
- 華人永遠墳場管理委員會創會委員，第28－29頁。
- 容鳳書健康中心（页面存档备份，存于）